# Bairro Novo

## bairro novo
bairro novo um subúrbio localizado próximo a Olinda, na Região Metropolitana do Recife, caracterizado pela proximidade com áreas históricas e uma dinâmica urbana em transformação, especialmente no entorno do Cais José Estelita e bairros adjacentes.

### Localização e Contexto
O Bairro Novo encontra-se próximo a outros subúrbios como Bultrins e Amaro Branco, dentro da região que compreende Olinda e Recife. Está relativamente perto do Recife Antigo, área histórica importante da capital pernambucana, conhecida por seu centro histórico e ligação com os rios Capibaribe e Beberibe e o Oceano Atlântico. A região destaca-se pela presença do patrimônio histórico-cultural, como o Farol de Olinda e o Mosteiro Nossa Senhora do Monte, com forte valor arquitetônico e histórico local 
.